# Partula turgida
Partula turgida fue una especie de molusco gasterópodo de la familia Partulidae en el orden de los Stylommatophora. El último ejemplar de la especie murió el 1 de enero de 1996 a las 17:30 horas en el zoológico de Londres.

## Distribución geográfica
Fue endémica de la  Polinesia Francesa. 